# Bruno Laurioux
Bruno Laurioux, né le 6 juillet 1959 à Loudun, est un historien médiéviste français, spécialisé dans l'histoire de l'alimentation.

## Biographie
Élève de l'École normale supérieure de Saint-Cloud (promotion 1979), Bruno Laurioux a passé l'agrégation d'histoire (1982) et un doctorat en histoire à l'université Paris 1 Panthéon-Sorbonne consacrée au « Livres de cuisine en Occident à la fin du Moyen Âge » (1992). Il a obtenu son HDR en 2004.
Enseignant-chercheur, il enseigne comme maître de conférence d'histoire médiévale à l'université Paris 8 - Vincennes-Saint-Denis (1993-1998), puis à l'université Paris 1 Panthéon-Sorbonne (1998-2005). En 2005, il est élu professeur d'histoire médiévale à l'université de Versailles-Saint-Quentin-en-Yvelines, où il a été directeur adjoint de l'équipe d'accueil ESR Moyen Âge–temps modernes.
Après avoir été directeur scientifique adjoint pour les mondes anciens et médiévaux au département des sciences humaines et sociales du CNRS (2006-2008) puis directeur par intérim du département des sciences humaines et sociales du CNRS (2008), Bruno Laurioux est nommé en février 2009 directeur de l'Institut des sciences humaines et sociales du CNRS; il a été mis fin à ces fonctions de directeur de l’INSHS, sur sa demande, le 15 avril 2010.
Détaché au CNRS comme chercheur au LAMOP en 2010-2011, Bruno Laurioux a été ensuite élu directeur de l'UFR IECI (Institut d'Études Culturelles et Internationales) de l'université de Versailles-Saint-Quentin-en-Yvelines, fonctions qu'il a exercées de 2012 à 2015. Durant cette période, il a été membre du Conseil d'administration de l'université de Versailles-Saint-Quentin-en-Yvelines et de l'ESPÉ de Versailles.
En 2016, il est élu professeur d'histoire du Moyen Âge et de l'alimentation à l'université de Tours.
Depuis 2017, il est président de l'Institut européen d'histoire et des cultures de l'alimentation. Il préside le Comité des travaux historiques et scientifiques de 2019 à 2022.

## Publications
- " Le Moyen âge à table ", Éditions Adam Biro, Paris 1989
- Les livres de cuisine médiévaux, Turnhout : Brepols, 1997
- Le règne de Taillevent : livres et pratiques culinaires à la fin du Moyen Âge, Paris : Publications de la Sorbonne, 1997 [lire en ligne]
- La civilisation du Moyen âge en France (XIe – XVe siècles), Paris : Nathan, 1998
- Éducation et cultures dans l'Occident chrétien du début du douzième au milieu du quinzième siècle, Paris : Éd. Messene, 1998 (avec Laurence Moulinier)
- Scrivere il Medioevo : lo spazio, la santità, il cibo : un libro dedicato ad Odile Redon, Roma : Viella, 2001 (codir. avec Laurence Moulinier-Brogi)
- Histoire et identités alimentaires en Europe,  Paris : Hachette littératures, 2002 (codir. avec Martin Bruegel)
- Manger au Moyen âge : pratiques et discours alimentaires en Europe aux XIVe et XVe siècles, Paris : Hachette littératures, 2002; rééd. Pluriel, 2013.
- Une histoire culinaire du Moyen âge,  Paris : Honoré Champion, 2005
- Gastronomie, humanisme et société à Rome au milieu du XVe siècle. Autour du De honesta voluptate de Platina, Firenze : SISMEL -Edizioni del Galluzzo, 2006
- Écrits et images de la gastronomie médiévale,  Paris : Bibliothèque nationale de France, 2011. Best in the World, Gourmand World Cookbook Award, Culinary History 2012
- (codirection avec Catherine Lanoë et Mathieu da Vinha), Cultures de cour, Cultures du corps, XIVe – XVIIIe siècle, Paris: PUPS, 2011
- (codirection avec Muriel Gaude-Ferragu et Jacques Paviot), La Cour du Prince : cour de France, cours d’Europe (XIIIe – XVe siècle), Paris: Honoré Champion, 2011
- (codirection avec Catherine Esnouf et Jean Fioramonti), L’Alimentation à découvert, Paris: CNRS Editions, 2015. Best in the World, Gourmand World Cookbook Award, Food Safety - Institutions 2015
- (codirection avec Marie-Pierre Horard) Pour une histoire de la viande. Fabrique et représentations de l'Antiquité à nos jours, Rennes-Tours: PUR-PUFR, 2017
- Direction, De la nature à la table : l’acquisition des aliments, Paris: CTHS, 2017 (publication électronique)
- (codirection avec Delphine Carrangeot et Vincent Puech), Rituels et cérémonies de cour de l’Empire romain à l’âge baroque, Villeneuve d’Ascq: Presses du Septentrion, 2018
- (codirection avec Agostino Paravicini Bagliani et Eva Pibiri), Le Banquet: Manger, boire et parler ensemble (XIIe – XVIIe siècles), Firenze, SISMEL-Galluzzo, 2018
- (codirection avec Kilien Stengel), Le modèle culinaire français, Presses universitaires François Rabelais, 2021